# Tadeusz Grygiel
Tadeusz Grygiel (6 febbraio 1954 – 9 maggio 2022) è stato un cestista polacco.

## Carriera
Con la Polonia ha disputato due edizioni dei Campionati europei (1973, 1975).

## Palmarès
- Campionato polacco: 4

Śląsk Breslavia: 1976-77, 1978-79, 1979-80, 1980-81
- Coppa di Polonia: 5

Śląsk Breslavia: 1971, 1972, 1973, 1977, 1980